# Nicolas Sokoloff (chimiste)
Nicolas Sokoloff a synthétisé pour la première fois en 1851 avec Adolph Strecker l'acide glycolique, qui est obtenu à partir d'extrait de canne à sucre, de betterave ou de raisin.